# La Ciénega, Candelaria Loxicha
La Ciénega är en ort i Mexiko.   Den ligger i kommunen Candelaria Loxicha och delstaten Oaxaca, i den sydöstra delen av landet, 500 km sydost om huvudstaden Mexico City. La Ciénega ligger 1 176 meter över havet och antalet invånare är 275.
Terrängen runt La Ciénega är kuperad åt sydost, men åt nordväst är den bergig. Runt La Ciénega är det ganska tätbefolkat, med 86 invånare per kvadratkilometer. Närmaste större samhälle är Buenavista Loxicha, 3,4 km nordväst om La Ciénega. Omgivningarna runt La Ciénega är en mosaik av jordbruksmark och naturlig växtlighet.